# Devon Sandoval
Devon Sandoval (Albuquerque, 16 de Junho de 1991) é um jogador de futebol norte-americano que atua como atacante. Atualmente joga no Rayo OKC, por empréstimo do Real Salt Lake.

## Antes da Carreira
Filho de Diana e Greg Sandoval e nascido em Albuquerque, Sandoval participou das equipes de futebol do colégio Eldorado High School no Novo México.  ganhou uma bolsa de estudos para jogar na San Diego State University, mas só participou dos primeiros anos.  Ele foi transferido para a Universidade do Novo México, onde terminou os últimos três anos de curso.

## Carreira Profissional
Sandoval foi selecionado pelo Real Salt Lake na segunda rodada da MLS SuperDraft de 2013.
Estreou como profissional no no dia 3 de março de 2013 contra o San Jose Earthquakes . o Real Salt Lake ganhou o jogo por 2-0. Ele marcou seu primeiro gol em 8 de maio de 2013 contra o New England Revolution.

## References
http://www.thebrianmethod.com/2014/09/carolina-railhawks-devon-sandoval
1. ↑  «San Jose Earthquakes vs Real Salt Lake 03-04-2013 - Stats». MLSsoccer.com. 3 de março de 2013. Consultado em 21 de janeiro de 2014
2. ↑  «New England Revolution vs Real Salt Lake 05-09-2013 - Stats». MLSsoccer.com. 8 de maio de 2013. Consultado em 21 de janeiro de 2014